# الکساندر بورتنیکوف
الکساندر بورتنیکوف (روسی: Алексaндр Васильевич Бoртников؛ زادهٔ ۱۵ نوامبر ۱۹۵۱) سیاست‌مدار و نظامی اهل روسیه است. وی همچنین برندهٔ جوایزی همچون نشان الکساندر نوسکی و نشان دوستی شده‌است.